# 8 maggio
L'8 maggio è il 128º giorno del calendario gregoriano (il 129º negli anni bisestili). Mancano 237 giorni alla fine dell'anno.

## Eventi
- 453 a.C. - Periodo delle primavere e degli autunni: la casa di Zhao (趙) sconfigge la casa di Zhi (智), mettendo fine alla battaglia di Jinyang
- 44 a.C. - A seguito dell'adozione testamentaria da parte di Giulio Cesare, Gaio Ottavio (il futuro imperatore Augusto) cambia il proprio nome in Gaius Iulius C. f. Caesar, forse con l'aggiunta del cognomen Octavianus
- 413 - L'imperatore Onorio firma un editto che ferma la riscossione delle tasse nelle province meridionali della diocesi d'Italia, devastate dai Visigoti
- 589 - Si apre il terzo Concilio di Toledo, che sancirà la conversione al cattolicesimo di Recaredo I, re dei Visigoti, e di tutto il suo popolo
- 838 - Rovigo è eletta sede dell'arbitrato tra l'arcivescovo di Ravenna e un vassallo dell'imperatore: si tratta del primo documento scritto in cui compare il nome della città
- 997 - Zhenzong diventa imperatore della Cina, il terzo della dinastia Song, dopo la morte del padre Tai Zong
- 1063 - Sancho Ramírez diventa secondo re di Aragona a seguito della morte del padre Ramiro I
- 1157 - L'Impero selgiuchide si dissolve definitivamente a seguito della morte dell'ultimo sovrano della dinastia regnante, Ahmed Sanjar
- 1192 - Con la morte di Ottocaro IV il ducato di Stiria passa sotto il dominio di Leopoldo V di Babenberg, duca d'Austria
- 1222 - L'undicenne Enrico VII viene incoronato re di Germania ad Aquisgrana dall'arcivescovo Engelberto di Berg, suo tutore
- 1254 - Re Alfonso X di Castiglia fonda l'Università di Salamanca, concedendo il titolo alla scuola statale della città
- 1360 - Guerra edoardiana: viene firmato il Trattato di Brétigny tra Giovanni II di Francia ed Edoardo III d'Inghilterra
- 1366 - Re Pietro IV d'Aragona dona a Pedro Jordán de Urriés il castello e la città di Ayerbe, insieme al suo contado
- 1429 - Guerra dei cent'anni: Giovanna d'Arco, alla testa delle armate francesi, pone fine all'assedio di Orléans, liberando la città dall'esercito inglese e segnando il passaggio dalla terza alla quarta fase della guerra
- 1454 - Catalano Grimaldi diventa signore di Monaco alla morte del padre, Giovanni I il Lungavita
- 1479 - Papa Sisto IV emana la prima bolla di indulgenze per chi recita la preghiera del rosario: la bolla Ea quae ex fidelium
- 1521 - L'imperatore Carlo V d'Asburgo emana l'Editto di Worms contro Martin Lutero, ma la promulgazione effettiva avverrà solo il successivo 25 maggio a conclusione della Dieta imperiale di quell'anno
- 1527 - Sebastiano Caboto inizia la navigazione del fiume Paraná durante il suo secondo viaggio; lui e il suo equipaggio sono i primi occidentali a navigare sul fiume
- 1541 - Hernando de Soto si ferma vicino alla moderna città di Walls (Mississippi) e vede il fiume Mississippi (poi battezzato dagli spagnoli Rio de Espiritu Santo)
- 1624 - Guerra dei trent'anni: viene firmata la Pace di Vienna tra il nobile ungherese Gabriele Bethlen e l'imperatore del Sacro Romano Impero Ferdinando II d'Asburgo
- 1657 - Il Parlamento d'Inghilterra offre al lord protettore Oliver Cromwell la corona nell'ambito della riforma costituzionale dello Humble Petition and Advice, ma questi la rifiuta
- 1660 - Restaurazione inglese: il Parlamento inglese proclama Carlo II legittimo re d'Inghilterra
- 1701 - Le Cortes di Castiglia, riunite nella chiesa di San Jerónimo el Real a Madrid, proclamano Filippo, nipote di Luigi XIV di Francia, re di Spagna con il nome di Filippo V, dando inizio alla guerra di successione spagnola
- 1721 - Michelangelo Conti è eletto papa dal Conclave del 1721 e prende il nome di Innocenzo XIII.
- 1769 - Inizia la battaglia di Ponte Nuovo, durante la quale le truppe corse di Pasquale Paoli verranno sconfitte il giorno successivo dalle truppe francesi, che occuperanno quindi la Corsica
- 1781 - Guerra anglo-spagnola: termina dopo due mesi l'assedio di Pensacola con la caduta della roccaforte britannica
- 1788 - Il principale ministro di Stato del Regno di Francia Étienne-Charles de Loménie de Brienne accetta di dimettersi dopo una lunga lotta con il Parlamento, a condizione che siano convocati gli Stati generali (le dimissioni effettive ci saranno il 25 agosto)
- 1794 - Il Regime del Terrore ghigliottina in un solo giorno 28 fermiers généraux, tra cui il chimico Antoine-Laurent de Lavoisier
- 1796 - Guerra della Prima coalizione: le truppe francesi guidate da Napoleone Bonaparte sconfiggono quelle austriache nella battaglia di Fombio
- 1821 - Guerra d'indipendenza greca: i rivoluzionari greci, sotto il comando di Odysseas Androutsos, sconfiggono un esercito turco numericamente molto superiore nella battaglia del khan di Gravia
- 1842
  - Dopo quattro giorni e la distruzione di un terzo della città, viene finalmente domato il Grande incendio di Amburgo
  - L'incidente ferroviario di Meudon, in cui un treno diretto da Versailles e Parigi deraglia e prende fuoco, causa la morte di numerose persone stimate fra 50 a 200 circa
- 1844 - Con la bolla Inter praecipuas papa Gregorio XVI dichiara sacrileghe tutte le versioni non autorizzate della Bibbia ed eretici i traduttori e gli editori
- 1846 - Guerra messico-statunitense: lo statunitense Zachary Taylor riporta una vittoria sulle truppe messicane nella battaglia di Palo Alto, a nord del Rio Grande, nella prima grande battaglia di questa guerra
- 1848 - Prima guerra d'indipendenza italiana: inizia la battaglia di Cornuda tra le truppe pontificie e quelle austriache, che si concluderà il giorno seguente con una carica di cavalleria austriaca e l'intero sacrificio dei Dragoni pontifici
- 1852 - Con il Protocollo di Londra, firmato dalle cinque maggiori potenze europee (Austria, Francia, Prussia, Regno Unito e Russia), da Danimarca e Svezia, vengono fissati i mutamenti emersi con la conclusione della prima guerra dello Schleswig, avvenuta un anno prima
- 1860 - Il governatore Tomás Cipriano Mosquera dichiara l'indipendenza dello Stato di Cauca dalla Confederazione Granadina, dando inizio a una guerra civile
- 1863 - Dopo una guerra civile di più di due anni, la Confederazione Granadina viene trasformata in Stati Uniti di Colombia attraverso la promulgazione di una nuova Costituzione
- 1864 - Guerra di secessione americana: inizia la battaglia di Spotsylvania Court House, la seconda della Campagna terrestre tra il generale unionista Ulysses S. Grant e quello confederato Robert Edward Lee, conclusasi dopo due settimane con l'arretramento dell'esercito sudista
- 1875 - Charilaos Trikoupis diventa per la prima volta primo ministro della Grecia sotto il regno di Giorgio I
- 1877
  - A New York, nel Gilmore's Garden, si inaugura la prima edizione della mostra canina Westminster Kennel Club Dog Show
  - Durante una campagna di scavi a Olimpia, la squadra guidata dall'archeologo tedesco Ernst Curtius riporta alla luce l'Hermes con Dioniso di Prassitele dall'Heraion
- 1886 - Il farmacista John Stith Pemberton vende per la prima volta la Coca-Cola come medicina brevettata
- 1898 - A Torino si disputa in un'unica giornata il primo campionato di calcio italiano di massima serie, vinto in finale dal Genoa contro l'Internazionale Torino
- 1899 - A Dublino apre l'Irish Literary Theatre
- 1901 - A Melbourne viene fondato il Partito Laburista Australiano
- 1902 - Alla Martinica erutta il monte Pelée, distruggendo la città di Saint-Pierre e uccidendo circa 30000 persone
- 1904 - A Berlino apre il primo museo dello zucchero al mondo
- 1906 - A Guadalajara, in Messico, viene fondata la squadra Unión Football Club, oggi diventata la società polisportiva Club Deportivo Guadalajara
- 1907 - A Berlino iniziano i lavori di costruzione dello Strandbad Wannsee, lido all'aperto sul lago Großer Wannsee
- 1912 - Il produttore cinematografico Adolph Zukor fonda la Famous Players Film Company, che successivamente diventerà prima Famous Players-Lasky Corporation e poi Paramount Pictures
- 1918 - Prima guerra mondiale: il presidente del Nicaragua Emiliano Chamorro Vargas, durante il periodo dell'occupazione statunitense, firma la dichiarazione di guerra agli Imperi centrali
- 1921
  - Durante una sommossa popolare a Sankt Lorenzen im Mürztal, vengono defenestrati da una taverna diversi politici locali, tra cui il Landeshauptmann della Stiria Anton Rintelen
  - Viene fondato il Partito Comunista Rumeno dopo una scissione dal Partito Social Democratico
- 1924 – A Parigi viene firmata la Convenzione di Klaipėda tra la Conferenza degli Ambasciatori e la Lituania, con l'assegnazione a quest'ultima del Territorio di Memel
- 1926 - A Düsseldorf viene inaugurata la fiera GeSoLei, la più grande della Repubblica di Weimar
- 1927 - Gli aviatori francesi Charles Nungesser e François Coli scompaiono nell'Oceano Atlantico nel tentativo di un volo transoceanico da Parigi a New York a bordo dell'aereo L'Oiseau blanc
- 1933 - Mahatma Gandhi inizia un digiuno di 21 giorni per protestare contro l'oppressione britannica in India
- 1937 - A Casablanca, nel Protettorato francese del Marocco, viene fondata la squadra calcistica Wydad Athletic Club
- 1941 - Seconda guerra mondiale: durante la battaglia d'Inghilterra la Luftwaffe bombarda la città inglese di Nottingham
- 1942 - Seconda guerra mondiale:
  - Con l'affondamento da parte di una portaerei giapponese della USS Lexington (CV-2) termina la battaglia del Mar dei Coralli, in cui per la prima volta nella storia della marina due flotte combattono senza entrare in contatto visivo fra loro
  - Durante la battaglia della penisola di Kerč' l'11ª armata della Wehrmacht inizia l'operazione di controffensiva Trappenjagd
  - Sulle Isole Cocos avviene un fallito ammutinamento da parte di soldati cingalesi ai danni delle truppe britanniche
  - Termina la campagna delle Filippine con la resa delle forze statunitensi e la vittoria giapponese
- 1943 - Seconda guerra mondiale:
  - Quasi alla fine della Campagna di Tunisia, la 334ª Divisione di fanteria dell'esercito tedesco è costretta ad arrendersi all'avanzata alleata presso Capo Bon
  - Nella Polonia occupata dai nazisti (ora Bielorussia) si consuma il massacro di Nalibaki: oltre un centinaio di polacchi sono uccisi dai partigiani sovietici
- 1945 - Seconda guerra mondiale:
  - In Germania entra il vigore la resa incondizionata firmata il giorno prima, segnando la fine del conflitto in Europa
  - Fine della Rivolta di Praga contro l'occupazione nazista
  - Avviene il massacro di Sétif e Guelma, durante il quale le truppe francesi in Algeria uccidono diverse migliaia di protestanti
  - Ad Halifax (Canada), in occasione della Giornata della vittoria ha luogo una rivolta, durante la quale le strade della città sono teatro di scontri tra civili e forze dell'ordine
- 1946
  - Alla Columbia University va in scena la prima dell'opera The Medium, di Gian Carlo Menotti
  - Due studentesse estoni, Aili Jõgi e Ageeda Paavel, fanno saltare in aria un memoriale sovietico a Tallinn, venendo per questo deportate nei gulag
  - Viene inaugurata la Fiera di Lipsia, allora nella zona di occupazione sovietica, la prima svoltasi dopo la fine della seconda guerra mondiale
- 1948
  - Guerra arabo-israeliana: le forze armate israeliane dell'Haganah danno inizio all'Operazione Maccabei, conclusasi pochi giorni dopo
  - Entra in carica la I legislatura della Repubblica Italiana, la prima e più duratura dell'epoca repubblicana
- 1949 - A Berlino Est viene inaugurato il Memoriale sovietico di Treptower Park, in ricordo dei caduti dell'Armata Rossa durante il secondo conflitto mondiale
- 1951 - Con il test George dell'Operazione Greenhouse, svoltasi sull'atollo Enewetak (Isole Marshall), gli Stati Uniti d'America compiono il primo test termonucleare al mondo
- 1959 - Ismail diventa sultano di Johor dopo la morte del padre Ibrahim
- 1963 - Inizia la crisi buddhista del Vietnam, con l'uccisione da parte della polizia di nove persone durante una manifestazione a Huế
- 1967
  - Il satellite artificiale lunare Lunar Orbiter 4 si inserisce nell'orbita della Luna e tre giorni dopo inizia le riprese fotografiche
  - La provincia filippina di Davao viene suddivisa in Davao del Norte, Davao Oriental e Davao del Sur
- 1969 - Alla 22ª edizione del Festival di Cannes viene proiettata la prima del film Easy Rider - Libertà e paura, che vince il premio per la migliore opera prima
- 1970 - I Beatles pubblicano il loro dodicesimo e ultimo album, Let it Be
- 1971 - La NASA lancia la sonda Mariner 8, il cui scopo è di raggiungere l'orbita di Marte ma che cade nell'Oceano Atlantico
- 1972
  - Guerra del Vietnam: il presidente statunitense Richard Nixon annuncia il suo ordine di posizionare mine nei principali porti nord-vietnamiti, allo scopo di rallentare il flusso di armi e altri beni verso quella nazione (Operazione Pocket Money)
  - In Italia ha luogo la seconda e ultima giornata delle elezioni politiche di quell'anno, le prime anticipate nella storia della Repubblica
- 1973 - Un testa a testa di 71 giorni fra le autorità federali statunitensi e l'American Indian Movement, che stava occupando la riserva indiana di Pine Ridge a Wounded Knee (Dakota del Sud), finisce con la resa dei militanti
- 1976
  - In Libano si tengono le elezioni presidenziali di quell'anno, che vedono la vittoria di Elias Sarkis
  - Nel Six Flags Magic Mountain, un parco divertimenti a Valencia (California), viene inaugurato il The New Revolution, le prime montagne russe in ferro con giro completo verticale
- 1977 - In Spagna iniziano le manifestazioni della settimana pro-amnistia, durante la quale i dimostranti chiedono l'amnistia per i carcerati politici imprigionati sotto il franchismo
- 1978
  - Reinhold Messner e Peter Habeler raggiungono per primi la cima dell'Everest senza l'ausilio di ossigeno supplementare
  - In Francia il criminale Jacques Mesrine evade insieme a un altro detenuto dal carcere de La Santé, iniziando una serie di colpi in tutto il paese
- 1979 - I Cure pubblicano il loro primo album Three Imaginary Boys
- 1980 - L'Assemblea mondiale della sanità (organo legislativo dell'OMS) approva una risoluzione in cui conferma l'eradicazione del vaiolo
- 1984
  - L'Unione Sovietica annuncia che boicotterà le Olimpiadi estive di Los Angeles di quell'anno, che non vedranno la partecipazione di nessun paese aderente al Patto di Varsavia a eccezione della Romania
  - Il caporale Denis Lortie entra nella sede dell'Assemblea nazionale del Québec nella città di Québec e apre il fuoco, uccidendo cinque persone e ferendone 13, venendo poi calmato dal sergente René Jalbert, che per questo riceverà la Cross of Valour
  - A Londra viene ufficialmente aperta la Barriera del Tamigi dalla regina Elisabetta II
- 1987
  - Conflitto nordirlandese: a Loughgall, in Irlanda del Nord, 8 membri dell'IRA e un civile muoiono in un agguato dei SAS
  - Il canadese Eric Lis fonda, insieme a un gruppo di amici, l'Impero aericano, una micronazione
- 1988
  - In Francia François Mitterrand è eletto presidente della Repubblica per un secondo mandato con il ballottaggio delle elezioni presidenziali di quell'anno
  - In Ecuador si svolgono le elezioni presidenziali, che vedono la vittoria di Rodrigo Borja Cevallos
- 1990 - Negli USA l'Operazione Sundevil dell'USSS colpisce diversi hacker collegati al mondo delle BBS
- 1992 - Prima guerra del Nagorno Karabakh: le truppe armene attaccano gli azeri, nella battaglia di Shushi, vincendo e cacciandoli dalla città
- 1993 - La boyband Backstreet Boys si esibisce per la prima volta in pubblico al parco SeaWorld di Orlando[1]
- 1994 - A Panama si svolgono le elezioni generali, vinte dal candidato presidente Ernesto Pérez Balladares e dal suo partito, il Partito Rivoluzionario Democratico
- 1996 - In Sudafrica l'Assemblea costituente approva il testo della nuova Costituzione, in seguito modificato dopo un parere negativo della Corte costituzionale
- 1997 - Il volo China Southern Airlines 3456 si schianta in atterraggio nell'aeroporto di Shenzhen-Bao'an, causando la morte di 35 persone
- 2004 - A Kiruna (Svezia), il Phoenix, un prototipo del veicolo orbitale Hopper, effettua con successo il volo di prova, atterrando senza equipaggio
- 2007 - L'archeologo israeliano Ehud Netzer annuncia di aver riportato alla luce la tomba di Erode il Grande sull'Herodion, identificazione contestata da altri studiosi
- 2008
  - In Italia entra in carica il quarto e ultimo governo Berlusconi a seguito delle elezioni politiche svoltesi ad aprile
  - Vladimir Putin, fino al giorno prima presidente della Federazione Russa, diventa primo ministro per la seconda volta
- 2009 - Papa Benedetto XVI inizia il suo viaggio apostolico in Giordania, Israele e Autorità Nazionale Palestinese
- 2010 - In Costa Rica Laura Chinchilla Miranda presta giuramento come presidente della Repubblica, diventando la prima donna a ricoprire tale carica nel paese
- 2012 - Dmitrij Medvedev diventa primo ministro della Federazione Russa
- 2018
  - A seguito della rivoluzione di velluto armena, il leader della protesta Nikol Pashinyan diventa primo ministro, dando vita al suo primo governo
  - Il presidente statunitense Donald Trump annuncia il ritiro degli Stati Uniti d'America dall'accordo sul nucleare iraniano
- 2019 - In Sudafrica si svolgono le elezioni generali, dalle quali viene riconfermato il presidente uscente Cyril Ramaphosa (ANC)
- 2022 - Bono e The Edge, cantante e chitarrista del gruppo musicale U2, si esibiscono in un concerto acustico nella stazione di Chreščatyk della metropolitana di Kiev in supporto dell'Ucraina vessata dall'invasione russa[2]
- 2025 - Il cardinale statunitense Robert Francis Prevost viene eletto come 267º papa della Chiesa cattolica e vescovo di Roma, 9º sovrano dello Stato della Città del Vaticano e primate d'Italia con il nome di Leone XIV

## Nati
Ci sono circa 1 170 voci su persone nate l'8 maggio; vedi la pagina Nati l'8 maggio per un elenco descrittivo o la categoria Nati l'8 maggio per un indice alfabetico.

## Morti
Ci sono circa 520 voci su persone morte l'8 maggio; vedi la pagina Morti l'8 maggio per un elenco descrittivo o la categoria Morti l'8 maggio per un indice alfabetico.

## Feste e ricorrenze

### Civili
Internazionali:
- Giornata mondiale della Croce Rossa e Mezzaluna Rossa[3]
- Giornata mondiale sul tumore ovarico[4]

Multinazionali:
- Francia,[5] Germania Est (precedentemente), Polonia (dal 2015), Regno Unito (giorno non festivo), Repubblica Ceca, Slovacchia - Giornata della vittoria in Europa, per ricordare la vittoria degli Alleati durante la seconda guerra mondiale

Nazionali:
- Armenia - Giornata di Yerkrapah (Երկրապահի օր, Yerkrapahi or), festa nazionale in onore dei volontari di guerra in Armenia
- Corea del Sud - Giornata dei genitori (어버이날, Eobeoinal)[6]
- Italia - Festa della mamma (fino al 2000)[7]
- Messico - Anniversario della nascita di Miguel Hidalgo y Costilla (Natalicio de Miguel Hidalgo y Costilla)[8]
- Norvegia - Giornata dei veterani (Veterandagen), dal 2011 in onore dei veterani della seconda guerra mondiale

### Religiose
Cristianesimo:
- Apparizione di San Michele Arcangelo
- Madonna di Pompei
- Beata Giuliana di Norwich
- Beata Vergine Maria del Soccorso
- Beata Vergine Maria dello Sterpeto[9]
- Nostra Signora di Luján[10]
- Sant'Acacio di Bisanzio, soldato e martire[11]
- Sant'Amato Ronconi, terziario francescano[12]
- Sant'Arsenio il Grande, diacono[13]
- San Benedetto II, papa[14]
- San Bonifacio IV, papa[15]
- San Desiderato di Bourges, vescovo[16]
- Sant'Elladio di Auxerre, vescovo[17]
- San Generoso di Ortona dei Marsi, martire
- San Gibriano, sacerdote[18]
- Sant'Itta di Nivelles (Ida), monaca[19]
- San Leone IX, papa
- San Martino di Saujon, abate[20]
- San Metrone, eremita[21]
- Sant'Odgero, diacono missionario[22]
- San Vittore il Moro, martire[23]
- San Wirone di Roerdalen, vescovo missionario[24]
- Beato Angelo da Massaccio, sacerdote camaldolese e martire[25]
- Beato Bernardino de' Bustis, francescano[26]
- Beati Domenico di San Pietro e Pietro de Alos, mercedari[27]
- Beato Giovanni Vici da Stroncone, francescano[28]
- Beata Giuliana di Norwich, mistica[29]
- Beato Luigi Rabatà, sacerdote carmelitano[30]
- Beata Maria Caterina di Sant'Agostino, vergine[31]
- Beata Miriam Teresa Demjanovich, vergine[32]
- Beato Pietro Petroni, monaco certosino[33]
- Beato Raimondo da Tolosa, cardinale[34]
- Beata Ulrica Nisch, vergine[35]

Teosofia:
- Giornata del loto bianco, in commemorazione della morte di Helena Petrovna Blavatsky[36]

## Altro
- La protagonista della saga Hunger Games, Katniss Everdeen, è nata l'8 maggio.[37]